# Pardilhó
Pardilhó est une paroisse civile portugaise (en portugais : freguesia) de la municipalité d'Estarreja dans le district d'Aveiro.

## Géographie
Pardilhó est située sur la Ria d'Aveiro.

## Histoire
De 1926 à 1928, la paroisse est rattachée à la municipalité d'Ovar.

## Démographie
Lors du recensement de 2021, Pardilhó compte 4 232 habitants.